# Ryczki (Ulanów)
Pour les articles homonymes, voir Ryczki (Harasiuki).
Ryczki est une localité polonaise de la gmina d'Ulanów, située dans le powiat de Nisko en voïvodie des Basses-Carpates.